# 임의규정
임의규정은 소송법상의 개념으로 당사자의 소송수행상의 편의와 이익을 보호할 목적으로 만들어진 당사자의 의사·태도에 의해 그 적용이 어느 한도까지는 배제·완화될 수 있는 규정이다.

## 예
당사자의 소송행위의 방식, 법원이 하는 소환·송달·증거조사의 방식 등에 관한 규정 등이 있다.

## 같이 보기
- 훈시규정
- 강행규정
- 효력규정